# Ehretia exsoluta
Ehretia exsoluta är en strävbladig växtart som beskrevs av Robert Reid Mill. Ehretia exsoluta ingår i släktet Ehretia och familjen strävbladiga växter. Inga underarter finns listade i Catalogue of Life.